# حاجی‌آباد بالا
حاجی‌آباد بالا روستایی در دهستان علی‌آباد بخش مرکزی شهرستان تفت استان یزد ایران است.

## جمعیت
بر پایه سرشماری عمومی نفوس و مسکن در سال ۱۳۹۵ جمعیت این روستا ۸ نفر (۴خانوار) بوده‌است.